# Hockey sur gazon aux Jeux du Commonwealth de 2018
Navigation
Glasgow 2014 Birmingham 2022
Les épreuves de hockey sur gazon aux Jeux du Commonwealth 2018 s'est déroulé sur la Gold Coast, en Australie du 5 au 14 avril. La compétition de hockey a eu lieu au Gold Coast Hockey Centre. C'est la sixième fois que la compétition de hockey sur gazon a lieu, après les débuts du sport aux Jeux de 1998.

## Calendrier de la compétition
Voici le calendrier des compétitions pour les compétitions de hockey sur gazon:
| Avril           | Avril            | 5 | 6 | 7 | 8 | 9 | 10 | 11 | 12 | 12 | 13 | 13 | 14 | 14 |
| --------------- | ---------------- | - | - | - | - | - | -- | -- | -- | -- | -- | -- | -- | -- |
|                 | Tournoi masculin | P | P | P | P |   | P  | P  |    |    | MC | DF | B  | F  |
| Tournoi féminin | P                | P | P | P | P | P | P  | MC | DF | MC | MC | B  | F  |    |

| P | Phase de groupes | MC | Matchs de classement | DF | Demi-finale | B | Match pour la médaille de bronze | O | Match pour la médaille d'or |

## Qualification
Au total, dix équipes masculines et féminines se sont qualifiées pour participer aux jeux. Chaque nation peut inscrire une équipe dans chaque tournoi (18 athlètes par équipe) pour un total maximum de 36 athlètes. Le pays hôte (Australie) ainsi que les neuf premières nations classées dans le classement mondial au 31 octobre 2017, se sont qualifiés pour les jeux.

### Qualification masculine
| Événement                    | Dates           | Quotas | Qualifiés                                                                                      |
| ---------------------------- | --------------- | ------ | ---------------------------------------------------------------------------------------------- |
| Pays hôte                    | NC              | 1      | Australie                                                                                      |
| Classement mondial de la FIH | 31 octobre 2017 | 9      | Inde Angleterre Nouvelle-Zélande Canada Malaisie Pakistan Afrique du Sud Écosse Pays de Galles |

### Qualification féminine
| Événement                    | Dates           | Quotas | Qualifiés                                                                                   |
| ---------------------------- | --------------- | ------ | ------------------------------------------------------------------------------------------- |
| Pays hôte                    | NC              | 1      | Australie                                                                                   |
| Classement mondial de la FIH | 31 octobre 2017 | 9      | Angleterre Nouvelle-Zélande Inde Afrique du Sud Écosse Canada Malaisie Pays de Galles Ghana |

## Tournoi masculin
Le concours se composait de deux étapes; une phase de groupes suivie d'une phase à élimination directe.

### Phase de groupes
Les équipes ont été divisées en deux groupes de cinq nations, affrontant chaque équipe de leur groupe une fois. Trois points étaient attribués pour une victoire, un pour un match nul. Les deux meilleures équipes de chaque groupe se sont qualifiées pour les demi-finales.

#### Groupe A
| Rang | Équipe           | J | V | N | P | BP | BC | Diff | Pts | Qualification |
| ---- | ---------------- | - | - | - | - | -- | -- | ---- | --- | ------------- |
| 1    | Australie        | 4 | 4 | 0 | 0 | 16 | 2  | +14  | 12  | Demi-finales  |
| 2    | Nouvelle-Zélande | 4 | 3 | 1 | 0 | 17 | 7  | +10  | 9   | Demi-finales  |
| 3    | Écosse           | 4 | 1 | 0 | 3 | 7  | 14 | -7   | 3   |               |
| 4    | Afrique du Sud   | 4 | 1 | 0 | 3 | 5  | 13 | -8   | 3   |               |
| 5    | Canada           | 4 | 1 | 0 | 3 | 3  | 12 | -9   | 3   |               |

Source: FIH
En cas d'égalité de points de plusieurs équipes à l'issue des matchs de poule, les critères suivants sont appliqués dans l'ordre indiqué pour établir leur classement.
1. Points,
2. Matchs gagnés,
3. Différence de buts,
4. Buts marqués,
5. Face à face.

#### Groupe B
| Rang | Équipe         | J | V | N | P | BP | BC | Diff | Pts | Qualification |
| ---- | -------------- | - | - | - | - | -- | -- | ---- | --- | ------------- |
| 1    | Inde           | 4 | 3 | 1 | 0 | 12 | 9  | +3   | 10  | Demi-finales  |
| 2    | Angleterre     | 4 | 2 | 1 | 1 | 15 | 8  | +7   | 7   | Demi-finales  |
| 3    | Malaisie       | 4 | 1 | 1 | 2 | 5  | 10 | -5   | 4   |               |
| 4    | Pakistan       | 4 | 0 | 4 | 0 | 6  | 6  | 0    | 4   |               |
| 5    | Pays de Galles | 4 | 0 | 1 | 3 | 6  | 11 | -5   | 1   |               |

Source: FIH
En cas d'égalité de points de plusieurs équipes à l'issue des matchs de poule, les critères suivants sont appliqués dans l'ordre indiqué pour établir leur classement.
1. Points,
2. Matchs gagnés,
3. Différence de buts,
4. Buts marqués,
5. Face à face.

### Tour pour les médailles
|  | Demi-finales     | Demi-finales     |                        |   | Finale | Finale |
|  | Demi-finales     | Demi-finales     |                        |   | Finale | Finale |
|  |                  |                  |                        |   |        |        |
|  |                  |                  |                        |   |        |        |
|  |                  |                  |                        |   |        |        |
|  | Australie        | 2                |                        |   |        |        |
|  | Australie        | 2                |                        |   |        |        |
|  | Angleterre       | 1                |                        |   |        |        |
|  | Angleterre       | 1                | Australie              | 2 |        |        |
|  |                  |                  | Australie              | 2 |        |        |
|  |                  | Nouvelle-Zélande | 0                      |   |        |        |
|  | Inde             | Nouvelle-Zélande | 0                      | 2 |        |        |
|  | Inde             |                  |                        | 2 |        |        |
|  | Nouvelle-Zélande | 3                |                        |   |        |        |
|  | Nouvelle-Zélande | 3                | Match pour la 3e place |   |        |        |
|  |                  |                  |                        |   |        |        |
|  |                  |                  |                        |   |        |        |
|  |                  |                  |                        |   |        |        |
|  | Inde             | 1                |                        |   |        |        |
|  | Inde             | 1                |                        |   |        |        |
|  | Angleterre       | 2                |                        |   |        |        |
|  | Angleterre       | 2                |                        |   |        |        |

## Tournoi féminin
Le concours se composait de deux étapes; une phase de groupes suivie d'une phase à élimination directe.

### Phase de groupes
Les équipes ont été divisées en deux groupes de cinq nations, affrontant chaque équipe de leur groupe une fois. Trois points étaient attribués pour une victoire, un pour un match nul. Les deux meilleures équipes de chaque groupe se sont qualifiées pour les demi-finales.

#### Groupe A
| Rang | Équipe         | J | V | N | P | BP | BC | Diff | Pts | Qualification |
| ---- | -------------- | - | - | - | - | -- | -- | ---- | --- | ------------- |
| 1    | Angleterre     | 4 | 3 | 0 | 1 | 11 | 3  | +8   | 9   | Demi-finales  |
| 2    | Inde           | 4 | 3 | 0 | 1 | 9  | 5  | +4   | 9   | Demi-finales  |
| 3    | Afrique du Sud | 4 | 1 | 1 | 2 | 3  | 4  | -1   | 4   |               |
| 4    | Malaisie       | 4 | 1 | 1 | 2 | 3  | 8  | -5   | 4   |               |
| 5    | Pays de Galles | 4 | 1 | 0 | 3 | 4  | 10 | -6   | 3   |               |

Source: FIH
En cas d'égalité de points de plusieurs équipes à l'issue des matchs de poule, les critères suivants sont appliqués dans l'ordre indiqué pour établir leur classement.
1. Points,
2. Matchs gagnés,
3. Différence de buts,
4. Buts marqués,
5. Face à face.

#### Groupe B
| Rang | Équipe           | J | V | N | P | BP | BC | Diff | Pts | Qualification |
| ---- | ---------------- | - | - | - | - | -- | -- | ---- | --- | ------------- |
| 1    | Australie        | 4 | 3 | 1 | 0 | 8  | 0  | +8   | 10  | Demi-finales  |
| 2    | Nouvelle-Zélande | 4 | 2 | 2 | 0 | 18 | 1  | +17  | 8   | Demi-finales  |
| 3    | Canada           | 4 | 1 | 2 | 1 | 5  | 2  | +3   | 5   |               |
| 4    | Écosse           | 4 | 1 | 1 | 2 | 6  | 8  | -2   | 4   |               |
| 5    | Ghana            | 4 | 0 | 0 | 4 | 1  | 27 | -26  | 0   |               |

Source: FIH
En cas d'égalité de points de plusieurs équipes à l'issue des matchs de poule, les critères suivants sont appliqués dans l'ordre indiqué pour établir leur classement.
1. Points,
2. Matchs gagnés,
3. Différence de buts,
4. Buts marqués,
5. Face à face.

### Tour pour les médailles
|  | Demi-finales     | Demi-finales     |                        |       | Finale | Finale |
|  | Demi-finales     | Demi-finales     |                        |       | Finale | Finale |
|  |                  |                  |                        |       |        |        |
|  |                  |                  |                        |       |        |        |
|  |                  |                  |                        |       |        |        |
|  | Australie        | 1                |                        |       |        |        |
|  | Australie        | 1                |                        |       |        |        |
|  | Inde             | 0                |                        |       |        |        |
|  | Inde             | 0                | Australie              | 1     |        |        |
|  |                  |                  | Australie              | 1     |        |        |
|  |                  | Nouvelle-Zélande | 4                      |       |        |        |
|  | Angleterre       | Nouvelle-Zélande | 4                      | 0 (1) |        |        |
|  | Angleterre       |                  |                        | 0 (1) |        |        |
|  | Nouvelle-Zélande | 0 (2)            |                        |       |        |        |
|  | Nouvelle-Zélande | 0 (2)            | Match pour la 3e place |       |        |        |
|  |                  |                  |                        |       |        |        |
|  |                  |                  |                        |       |        |        |
|  |                  |                  |                        |       |        |        |
|  | Angleterre       | 6                |                        |       |        |        |
|  | Angleterre       | 6                |                        |       |        |        |
|  | Inde             | 0                |                        |       |        |        |
|  | Inde             | 0                |                        |       |        |        |

## Nations participantes
Il y a 11 nations participantes aux compétitions de hockey avec un total de 360 athlètes. Le nombre d'athlètes inscrits par une nation est entre parenthèses à côté du nom du pays.
| - Australie (36) - Canada (36) - Angleterre (36) | - Inde (36) - Malaisie (36) - Nouvelle-Zélande (36) | - Écosse (36) - Afrique du Sud (36) - Pays de Galles (36) | - Ghana (18) - Pakistan (18) |